# 鶴野辺村
鶴野辺村（つるのべむら）は福島県大沼郡にあった村。現在の会津美里町北部、只見線根岸駅周辺にあたる。

## 地理
- 河川：宮川

## 歴史
- 1889年（明治22年）4月1日 - 町村制の施行により、境野村、鶴野辺村、逆瀬川村、米田村の区域をもって発足。
- 1898年（明治31年）1月23日 - 新田村と合併して新鶴村が発足。同日鶴野辺村廃止。

## 著名な出身者
- 金田利雄(新鶴村長、福島協和信用組合理事長）

## 交通

### 鉄道路線
現在は旧村域に只見線の根岸駅が所在するが、当時は未開業。